# Edward Morrissey
Edward Morrissey est un réalisateur américain de films muets.

## Filmographie
- 1914 : The Suffering of Susan
- 1914 : The Backslider
- 1914 : Their Little Drudge
- 1914 : A Better Understanding
- 1914 : The Wife's Stratagem
- 1914 : The Secret Nest
- 1914 : Just A Bit Of Life
- 1914 : A Working Girl's Romance
- 1914 : The Counterfeiter's Daughter
- 1914 : Peg O'The Wild-Wood
- 1915 : When Hearts Are Young
- 1915 : Love's Melody
- 1915 : His Ward's Scheme
- 1915 : Bobby's Bargain
- 1915 : The Little Slavey
- 1915 : The Little Scapegoat
- 1915 : The Girl Hater
- 1915 : The Lady Of Dreams
- 1915 : His Last Wish
- 1915 : A Letter To Daddy
- 1915 : The Little Runaways
- 1915 : His Poor Little Girl
- 1915 : The Need Of Money
- 1915 : The Fixer
- 1917 : The House Built Upon Sand
- 1917 : Stagestruck